# 霧多布
霧多布（きりたっぷ）は、北海道厚岸郡浜中町にある町名。

## 地理
湯沸島（霧多布島）のうち、浜中湾と琵琶瀬湾に挟まれた市街地が広がる低い側の地域である。湯沸と共に湯沸島を形成し、水道を隔てて新川東と隣接する。
現在は霧多布大橋によって本土と繋がっているが、一時期は本土と地続きの半島であった。1960年（昭和35年）5月23日に発生したチリ地震によって発生した津波が翌5月24日に同地に襲来、半島の根元を抉り取ったことで本土から分断され、現在の状態となった。
旧庁舎前の通りから東側が東〇条〇丁目、西側が西〇条〇丁目となっており、おおむね北1条から4条、旧庁舎前通りから近い順に1丁目、2丁目（東西共に4条は1丁目のみ）と振られている。

### 郵便番号
郵便番号は以下の通りである。
| 町名        | 郵便番号 |
| ----------- | -------- |
| 霧多布西1条 | 088-1551 |
| 霧多布西2条 | 088-1552 |
| 霧多布西3条 | 088-1553 |
| 霧多布西4条 | 088-1554 |
| 霧多布東1条 | 088-1511 |
| 霧多布東2条 | 088-1512 |
| 霧多布東3条 | 088-1513 |
| 霧多布東4条 | 088-1514 |

## 歴史
霧多布は幕末期に漁場となり、番屋が設けられていたが明治初期には数軒の人家と漁師小屋があるだけの集落となっており、当時の同地域の中心部は現在の榊町にあたる地域であった。しかし、榊町の海岸は遠浅であり港として不適当であったことから榊町と琵琶瀬のちょうど中心部にあり海岸が深く舟の停泊に良い霧多布に移住する人が増えていった。
当時の霧多布は約180mの海峡に隔てられた島であり、渡船が運行されていたものの冬季や荒天時は本土との行き来ができないことが発展の障害となっていた。そのため1884年（明治17年）、本土と霧多布島を結ぶ桟橋の架橋工事が行われた。1886年（明治19年）7月には木橋である霧多布橋の建設が開始され、翌1887年（明治20年）に竣工している。この橋の開通で更に榊町からの移住者は増え、病院、電信局なども霧多布へと移転し、同地域の中心部として現在に至るまで栄えることとなる。
その後1920年から1930年頃に、陸繋砂州が形成され、霧多布は本土と地続きになっている。
海抜高度2m未満の同地は非常に津波の被害を受けやすく、1952年（昭和27年）の十勝沖地震による津波、1960年（昭和35年）のチリ地震による津波で甚大な被害を受けたこと、再び本土と分断されたことから防潮堤や霧多布大橋が建造された。2021年（令和3年）1月にはそれまで標高3.2mの位置に所在した浜中町役場庁舎を旧庁舎裏の高台に移転している。

### 地名の由来
霧が多い場所であることが由来という説は俗説であり、「芦を刈る場所」を表すアイヌ語の「キイタプ」が由来とされる。元禄年間には「吉達膚（きたっぷ）」の字が当てられたが、後に霧多布の字が当てられ、読みも「キリタップ」となっている。

### 沿革
- 1907年（明治39年）4月1日 - 霧多布外1町4村が合併して浜中村になったことで「霧多布村」は旧村域の大字となる[10]。
- 時期不明 - 住所表記が霧多布西・東〇条〇丁目となる。

## 世帯数と人口
2023年（令和5年）3月31日現在の世帯数と人口は以下のとおりである。
| 地区名 | 世帯数  | 人口    |
| ------ | ------- | ------- |
| 霧多布 | 842世帯 | 1,693人 |

## 小・中学校の学区
町立小・中学校に通う場合、学区は以下の通りとなる。
|      | 小学校               | 中学校               |
| ---- | -------------------- | -------------------- |
| 全域 | 浜中町立霧多布小学校 | 浜中町立霧多布中学校 |

## 交通
- 北海道道1039号霧多布岬線

## 施設
- 霧多布港
- 浜中町立霧多布小学校